# Bardo (gewog)
Bardo är en gewog (grupp av byar) i Bhutan. Den ligger i distriktet Zhemgang, i den centrala delen av landet.